# Centorisoma arsenjevi
Centorisoma arsenjevi är en tvåvingeart som beskrevs av Nartshuk 1965. Centorisoma arsenjevi ingår i släktet Centorisoma och familjen fritflugor. Inga underarter finns listade i Catalogue of Life.